# Стейплгерст (Небраска)
Стейплгерст (англ. Staplehurst) — селище (англ. village) в США, в окрузі Сюорд штату Небраска. Населення — 236 осіб (2020).

## Географія
Стейплгерст розташований за координатами 40°58′29″ пн. ш. 97°10′23″ зх. д. / 40.97472° пн. ш. 97.17306° зх. д. (40.974663, -97.173191). За даними Бюро перепису населення США в 2010 році селище мало площу 0,32 км², уся площа — суходіл.

## Демографія
Згідно з переписом 2010 року, у селищі мешкали 242 особи в 97 домогосподарствах у складі 66 родин. Густота населення становила 748 осіб/км². Було 112 помешкання (346/км²).
Расовий склад населення:
| - 98,3 % — білих - 0,4 % — чорних або афроамериканців |

До двох чи більше рас належало 1,2 %. Частка іспаномовних становила 0,8 % від усіх жителів.
За віковим діапазоном населення розподілялося таким чином: 26,9 % — особи молодші 18 років, 58,6 % — особи у віці 18—64 років, 14,5 % — особи у віці 65 років та старші. Медіана віку мешканця становила 40,0 року. На 100 осіб жіночої статі у селищі припадало 110,4 чоловіків; на 100 жінок у віці від 18 років та старших — 108,2 чоловіків також старших 18 років.
Середній дохід на одне домашнє господарство становив 57 723 долари США (медіана — 49 583), а середній дохід на одну сім'ю — 65 369 доларів (медіана — 58 438). Медіана доходів становила 41 786 доларів для чоловіків та 31 875 доларів для жінок. За межею бідності перебувало 28,3 % осіб, у тому числі 41,9 % дітей у віці до 18 років та 10,0 % осіб у віці 65 років та старших.
Цивільне працевлаштоване населення становило 123 особи. Основні галузі зайнятості: освіта, охорона здоров'я та соціальна допомога — 24,4 %, роздрібна торгівля — 18,7 %, виробництво — 17,9 %.

## Персоналії
- Колін Ґрей (1922—2015) — американська актриса кіно та телебачення.